# تسئوس
تسئوس یا تزه (به یونانی: Θησεύς)، در اساطیر یونانی پادشاه، قهرمان و حامی شهر آتن است. همانند هراکلس که پهلوان دوری‌ها بود، تسئوس نیز پهلوان مورد علاقه آتنی‌ها بود، اما فرهیخته‌تر و متمدن‌تر از هراکلس بود. وی دولتمردی تمام عیار بود که نه تنها تأسیس نهادهایی مذهبی و اجتماعی از قبیل جشنوارهٔ پان‌آتنیک آتن، بلکه تحکیم سیاسی آتیکا و بنیانگذاری دموکراسی آتن نیز از جمله دستاوردهای او بود.

## تولد و سال‌های اولیه
او یا پسر آیگیوس شاه آتن، و آیترا دختر پیتیوس، شاه تروزین در آرگولید بود یا پوزئیدون و آیترا، چون آیترا در یک شب با هر دوی آن‌ها هم خواب شده بود، اما گمان می‌رفت که آیگئوس عقیم باشد. روز بعد، آیگئوس که در شهر تروزین آیترا را ملاقات کرده بود، آنجا را برای رفتن به شهر مادریش آتن، ترک کرد. در هنگام رفتن آیگئوس صندل‌ها و شمشیر خود را زیر تخته سنگ بزرگی قرار داد و به آیترا گفت: اگر فرزندمان پسر شد و به اندازه کافی بالغ گردید به او بگو تخته سنگ را بلند کرده و شمشیر و صندل‌های مرا بردارد. وقتی شانزده ساله شد، مادرش به او گفت دیگر وقت آن رسیده که دربارهٔ پدرت، پادشاه مقتدر آتن مطلع بشوی. آیترا او را به سمت تخته سنگ در کنار پرستشگاه زئوس برد. تسئوس که تبدیل به جوانی نیرومند شده بود، به راحتی تخته سنگ را بلند کرده و یادگارهای پدر شامل شمشیر و صندل را از زیر آن برداشت و او نیز به سمت آتن حرکت کرد. آیترا و پیتیوس، هر دو نگران آن بودند که تسئوس راه زمینی را به جای راه دریایی برگزیند، زیرا راه تروزین به آتن از تنگهٔ کورینت می‌گذشت که آکنده از راهزنان و شروران بود. اما تسئوس قصد نداشت از مقابل خطر بگریزد؛ او می‌خواست رفتار هراکلس را سرمشق خود قرار دهد، و با غلبه بر خطرهای موجود در راه، نام‌آور شود.
اعمالی که تسئوس در سفر از تروزین به آتن انجام می‌دهد به این منظور طراحی شد که در رقابت با ماجراهای هراکلس قرار گیرد. به موجب روایت‌های موجود، نخستین مصاف تسئوس در اپیداروس، شهر مقدس آپولون و پزشک اساطیری یونان اسقلبیوس اتفاق افتاد. تسئوس در این مکان بر پریفیتیس غلبه کرد؛ پریفیتیس راهزن بلند قامت و شلی بود که از چماق عظیم گره‌دار استفاده می‌کرد. تسئوس این چماق را از دستش گرفت و پس از کشتنش از این سلاح در ماجراهای دیگر استفاده کرد. تسئوس در سراسر این تنگه، راهزنان را با سلاح و شیوهٔ خودشان به قتل رساند. تصویر تسئوس را اغلب می‌توان چماق به‌دست بر روی گلدان‌های قدیمی مشاهده کرد.
دومین برخورد تسئوس با سینیس بود که در شقه کردن مسافران تخصص داشت. او عادت داشت دو درخت کاج را به طرف زمین خم کند و یک دست و یک پای قربانی خود را به بالای یکی از این درخت‌ها و دست و پای دیگر را به درخت دیگری می‌بست، و سپس درختان را رها می‌کرد، و قربانی بینوا را دوپاره می‌نمود. سینیس از تسئوس خواست که نیروی خود را بیازماید و به او کمک کند تا یک درخت کاج را خم کند. تسئوس پذیرفت اما هوشیارانه مراقب بود که پیش از سینیس درخت را رها کند، و سرانجام این سینیس بود، نه تسئوس که بر اثر ضربه درخت در هوا به پرواز درآمد. تسئوس پس از جمع‌آوری بقایای مسافران قبلی که از درخت‌های اطراف آویزان بودند، دو درخت را خم کرد و سینیس را میان آن‌ها بست، و به این ترتیب همان مرگ دردناکی را نصیب او کرد که او بر سر دیگران آورده بود. سینیس دختری زیبا به نام پریگونه داشت، و زمانی که پدرش کشته شد، از ترس در بستری واقع در مزرعه مارچوبه پنهان شده بود. او دعا کرد که اگر گیاهان او را پنهان نگاه دارند، دیگر هیچ وقت در زندگی این نوع گیاهان را از بین نخواهد برد. تسئوس نتوانست پریگونه را پیدا کند اما پریگونه هنگامی که تسئوس قول داد به او آسیبی نخواهد رساند با خواست خود بیرون آمد. او برای تسئوس پسری به نام میلانیپوس دنیا آورد.
تسئوس سپس به سمت شمال و باریکه خاکی به نام کرومون رسید و در آنجا با خوکی عظیم‌الجثه با نام کرومونی سو روبرو شد که فرزند هیولاهای اکیدنا و تایفون محسوب می‌شد. کرومونی که یک خوک وحشی و ترسناک بود و مزارع محدوده روستاها را ویران می‌کرد، تسئوس با این موجود نیز به نبرد پرداخت و سرانجام او را نیز از پای درآورد. در نزدیکی شهر مگارا، راهزنی سالخورده به نام اسکایرون در تنگه‌ای باریک و پرشیب که این شیب‌های تند تا دریا ادامه داشت مستقر شده بود و مسافران را مجبور به شستن پاهایش می‌نمود، و هنگامی که برای این کار زانو می‌زدند، با وارد کردن ضربه‌ای آن‌ها را از پرتگاه به پایین می‌انداخت تا خوراک هیولاهای دریایی شوند (در برخی روایات خوراک یک لاک‌پشت دریایی غول‌آسا). هنگامی که تسئوس به این محل رسید اسکایرون به او فرمان داد که زانو بزند و پاهای او را بشوید. تسئوس محتاطانه اطاعت کرد، و تا جایی که می‌توانست دور از لبهٔ پرتگاه زانو زد. در این هنگام اسکایرون فریاد برآورد که او باید برود و به لاک‌پشت اسکایرون غذا بدهد، و سعی کرد او را از پرتگاه پایین بیندازد. اما تسئوس به سرعت عکس‌العمل نشان داد، و او را از پرتگاه پایین انداخت و سرانجام این اسکایرون بود که به قعر دریا رفت.
پنجمین ماجراجویی تسئوس در شهر الوزیس اتفاق افتاد، جایی که با کشتی‌گیری نیرومند به نام کرکوان مواجه شد. کرکوان پادشاه شهر الوزیس، فردی بسیار نیرومند بود که عابران یا مسافران را به مسابقه کشتی‌گیری دعوت می‌نمود و پس از شکست دادن، آن‌ها را می‌کشت. اما هنگام مواجه با تسئوس دریافت که این بار با حریف نیرومندی طرف شده‌است، تسئوس او را شکست داد و در انتها جانش را گرفت.
آخرین ماجراجویی تسئوس هنگامی بود که به نزدیکی‌های آتن رسید و با راهزنی غول‌پیکر به نام پروکروستس روبرو شد. پروکروستس بدنام در کنار جاده الوزیس به آتن زندگی می‌کرد، رهگذران را به بهانه مهمان‌نوازی به خانه خود می‌برد و روی تختخواب شگفت‌انگیز خود می‌خواباند. تختخوابی که برای هر کس با هر قدی اندازه بود. پروکروستس از مسافران می‌خواست که روی این تخت بخوابند و سپس ترتیبی می‌داد که قد آن‌ها به اندازهٔ تختخواب شود: اگر قد آن‌ها کوتاه‌تر از تختخواب بود آنقدر آن‌ها را چکش‌کاری می‌کرد تا به اندازه تخت در آیند، و اگر قدشان بیش از حد بلند بود، سر و پای آن‌ها را می‌برید تا اندازه شوند. تسئوس آخرین مهمان پروکروستس بود، و پیکر مثله شدهٔ پروکروستس آخرین پیکری بود که تخت هولناک او را اشغال کرد.

## افسانهٔ مدئا و گاو ماراتن

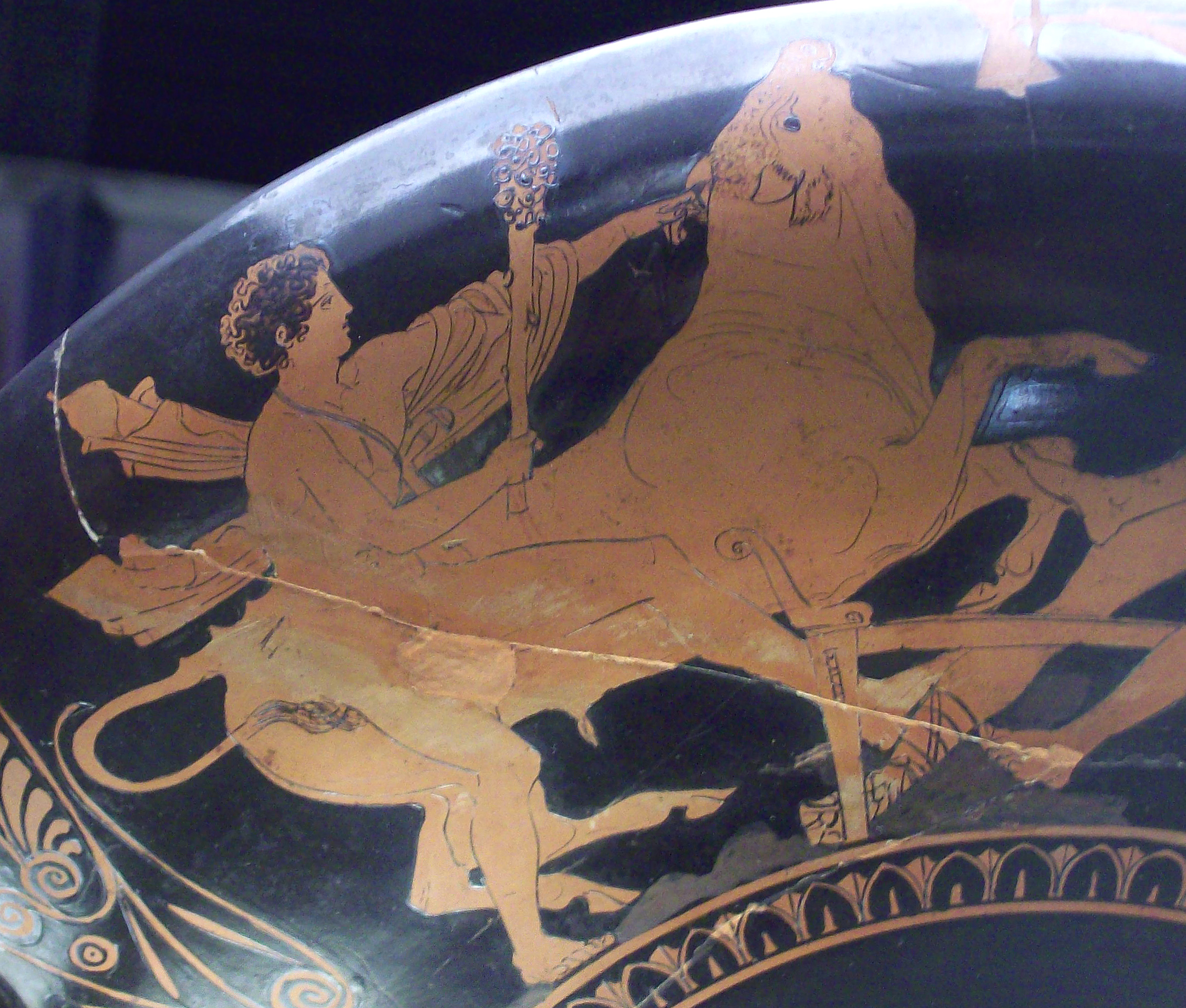
تزه در حال به دام انداختن گاو ماراتن

هنگامی که تسئوس سرانجام به آتن رسید، مشاهده کرد که پدرش آیگئوس زیر نفوذ جادوگری به نام مدئا قرار دارد که به شاه وعده داده‌است عقیم بودن احتمالی او را درمان کند و او را صاحب فرزندان متعددی نماید. مدئا همسر آیگئوس، او را وادار به کشتن تسئوس کرد که هنوز او را نشناخته بود. مدئا که خود بلافاصله تسئوس را شناخته بود و می‌ترسید تمام نقشه‌هایش نقش بر آب شوند، تمام تلاش خود را به کار گرفت تا او را از میان بردارد. تسئوس وظیفه گرفتن گاو وحشی به نام گاو ماراتن را داشت. گاوی که هراکلس در هفتمین خوان خود وظیفه به دام انداختنش را داشت و در نهایت از قربانی کردن او امتناع ورزید و آن را در دشت ماراتون رها نمود. تسئوس در مسیر ماراتن دچار طوفان شدیدی شد و در جستجوی پناهگاه به کلبهٔ زنی باستانی به نام هکالی پناه برد. او قسم خورد که اگر تسئوس درگرفتن گاو موفق شود، در پیشگاه ایزد آسمان‌ها زئوس قربانی خواهد داد. تسئوس در نهایت گاو را به دام انداخت، اما هنگامی که به کلبهٔ هکالی بازگشت، او مرده بود. سپس تسئوس این حیوان را به آتن آورد و آن را در پیشگاه الهه حامی شهر، یعنی آتنا قربانی کرد.
مدئا که در نخستین تلاش خود برای رهایی از چنگ تسئوس شکست خورده بود، بار دیگر سعی کرد او را مسموم کند. مدئا به آیگئوس گفت به تسئوس شراب زهرآلودی بنوشاند. بر اساس روایت‌های بازمانده، این اقدام در ضیافتی عمومی صورت گرفت که به منظور قربانی کردن گاو ماراتن برپا شده بود. هنگامی که تسئوس در حال نوشیدن شراب بود، شمشیری را که با خود از تروزین آورده بود از جا برکشید تا بخشی از گوشت قربانی را ببرد. آیگئوس شمشیر او را تشخیص داد و در لحظات آخر ضربه‌ای به جام شراب او زد تا تسئوس آن را نیاشامد. پدر و پسر یکدیگر را در آغوش کشیدند و مدئا ناگزیر شد بگریزد.

## افسانهٔ تزه و مینوتور

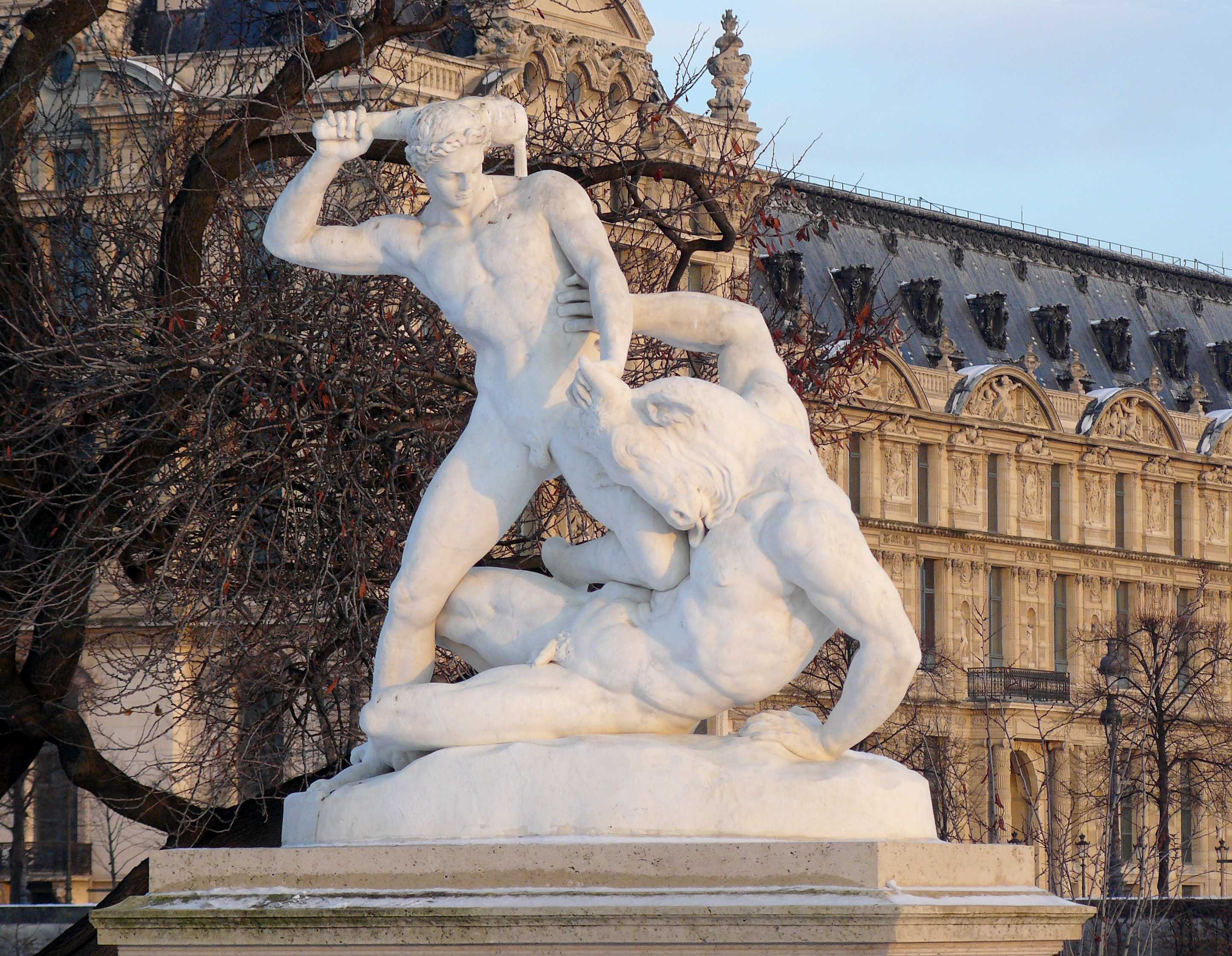
پیکره‌ای از نبرد تسئوس و مینوتور

تزه سپس تصمیم گرفت به مقابله با عموزاده‌هایش، فرزندان پالاس، بپردازد و خود و پدرش را از چنگ آنها نجات دهد و در نبردی غافل‌گیرانه این کار را به انجام رساند.
مینوس پادشاه کرت و همسرش پاسیفائه، جنگی با آتنی‌ها به راه انداخت و در آن پیروز شد. سپس خواستار آن شد که هر ساله به مدت نه سال، آتنی‌ها می‌بایست هفت پسر و هفت دختر را برای خراج دادن به مینوتور، هیولایی نیمه-انسان و نیمه-گاو (دارای سر گاو و بدن انسان)، قربانی می‌کردند. تسئوس داوطلب شد تا با از بین بردن این هیولا به این بازی هولناک خاتمه دهد پس با جوانانی که از آتن به دستور مینوس فرستاده می‌شدند تا خوراک مینوتور شوند، همراه شد. آیگئوس که می‌دانست دیگر هیچ وقت فرزند خود را نخواهد دید اندوهگین شد و به سختی سعی کرد او را از این کار منصرف کند، اما تزه بر عزم خود باقی ماند. پس چنین شد که ترتیبی داد کشتی‌های حامل قربانیان، به دو مجموعه بادبان سیاه و سفید مجهز شوند. آن‌ها با بادبان‌های سیاه به راه می‌افتادند، اما آیگئوس درخواست کرد که اگر پیروزمندانه بازگشتند، بادبان‌های سفید را برافرازند تا او بتواند از آکروپولیس این نشانه را ببیند. آریادنه دختر مینوس به محض دیدن تزه عاشقش شد و از دایدالوس راه خروج از هزارتو (هزارتویی که جایگاه مینوتور بود) را پرسید و به تسئوس آموخت. تسئوس که درخواست کرده بود اولین نفری باشد که وارد هزارتو می‌شود، نه تنها توانست مینوتور را از پای درآورد، بلکه توانست به کمک رشته نخی که آریادنه به او داده بود، از هزارتو خارج شود و نزد آریادنه که بی‌صبرانه انتظارش را می‌کشید برسد. آن‌ها به اتفاق یکدیگر بقیهٔ آتنی‌ها از جمله فدرا، خواهر آریادنه را گرد آورده، به کشتی نشستند و بلافاصله به سمت آتن حرکت کردند.
آریادنه از تزه قول گرفته بود که او را با خود به یونان ببرد، اما آتنا به تزه گفت آریادنه و فدرا را در جزیرهٔ ناکسوس رها کند. ایزدان کاری کردند که همه چیز دربارهٔ آریادنه از ذهن تزه پاک شود، به‌طوری‌که تزه او را که در گوشه‌ای خلوت خفته بود رها کرد. تزه هنگام نزدیک‌شدن به آتن دستور داد که بادبان‌های سیاه را برافرازند، زیرا هنوز در اندوه از دست دادن آریادنه سوگوار بود؛ در نسخه‌ای دیگر او از شوق بازگشت به خانه فراموش کرد بادبان‌ها را تعویض کند. به این ترتیب آیگئوس که بی‌صبرانه انتظار پسرش را می‌کشید با مشاهده بادبان‌های سیاه، به تصور اینکه فرزندش از میان رفته‌است، خود را از صخره‌های آکروپولیس به زیر افکند و جان سپرد. پس از مرگ آیگیوس، تزه به پادشاهی آتن رسید، اما ماجراهای پهلوانانی‌اش به پایان نرسید.

## داستانکشتی تسئوس
در افسانه‌ها آمده‌است که مردم یونان به قدری تسئوس را گرامی می‌داشتند که کشتی‌ای که با آن سفرهای قهرمانی داشت به‌عنوان یادگاری ارزشمندی نگاه می‌داشتند و حتی سالها پس از آن نیز قطعات آن را تعویض و از آن کهنه‌شدن و نابودی آن جلوگیری می‌کردند. این داستان به یک مفهوم فلسفی بسیار قدیمی در فلسفه غرب تبدیل شد که این سؤال در آن مطرح می‌شود: آیا چیزی که همه اجزای آن جایگزین شده، اساساً همان چیز باقی می‌ماند.